# Hynobius fucus
Hynobius fucus is een salamander uit de familie Aziatische landsalamanders (Hynobiidae). De soort werd voor het eerst wetenschappelijk beschreven door June-shiang Lai en Kuang-yang Lue in 2008. Oorspronkelijk werd de wetenschappelijke naam Hynobius fuca gebruikt.

## Uiterlijke kenmerken
Hynobius fucus bereikt een kop-romplengte van ongeveer 45 tot 55 millimeter. Het lichaam is bruin tot zwart van kleur met lichtere vlekken. De staart is relatief kort. Er zijn vier tenen aan zowel de voorste als de achterste ledematen.

## Verspreidingsgebied en habitat
De salamander leeft in delen van Azië en komt endemisch voor in Taiwan. Het dier is bekend van de bergen in het noorden van Taiwan op een hoogte van 1300 tot 1720 meter boven zeeniveau. Het holotype is aangetroffen in het arrondissement Hsinchu (locatie 24°30'N, 121°05'E, 1522 m hoogte). De soort lijkt zeldzaam; ze is enkel bekend van vier locaties in het Syueshan gebergte. De salamander leeft in dicht, schaduwrijk bosgebied langs bergbeekjes en onder rotsen of rottend hout.

## Naamgeving
Hynobius fucus werd samen Hynobius glacialis in 2008 als een nieuwe soort beschreven door June-Shiang Lai en Kuang-Yang Lue van de National Taiwan Normal University in Taipei. Ze gaven het dier de naam 'Taiwan Lesser Salamander'.